# Turgon
Turgon (sindarin: «grito victorioso»), también llamado Turukáno (quenya) y el Sabio, es un personaje del legendarium creado por el escritor J. R. R. Tolkien y que aparece en su novela El Silmarillion. 
Es un elfo noldorin, segundo hijo de Fingolfin y Anairë y hermano de Fingon, Argon y Aredhel. Nació en Valinor durante las Edades de los Árboles y tomó como esposa a Elenwë, con quien tuvo una hija llamada Idril. Se unió al exilio de los Noldor en la Tierra Media y allí construyó y se erigió rey de la ciudad de Gondolin. También fue Rey Supremo de los Noldor tras la muerte de su hermano Fingon.

## Historia

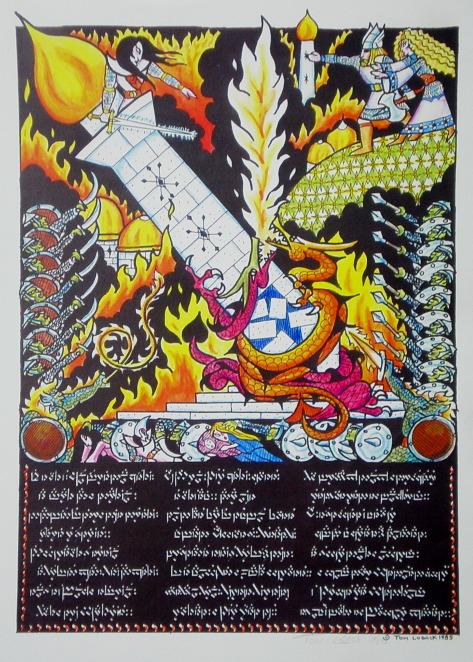
La caída de la torre de Turgon.

Turgon desconfió de Melkor en el principio de los días, lo que hizo que este vala le temiera y odiara por encima de muchos de sus enemigos. Aunque no pronunció el juramento de Fëanor, su corazón deseaba entrañablemente partir a tierras más amplias, así que cruzó el Helcaraxë con su padre. Allí estuvo a punto de morir cuando intentó salvar a su esposa y a su hija que habían caído al agua cuando un hielo se rompió. Salvó a Idril, pero no pudo salvar a Elenwë. 
Vivió en Vinyamar en Nevrast a la sombra del monte Taras cuando Ulmo, con quien tenía estrecha alianza, lo guio al valle escondido de Tumladen, en donde construyó la ciudad de Gondolin la Bella. Guio a su gente a partir en secreto a Gondolin, que gobernó hasta su muerte en el saqueo de la ciudad en el año 510 de la Primera Edad del Sol.
Se convirtió en el cuarto Rey Supremo de los Noldor en el exilio luego de que muriera su hermano Fingon en la Nírnaeth Arnoediad, en la que Turgon y Gondolin también participaron.
Es notable la afinidad que tiene con los espíritus de la Tierra Media, tales como el vala Ulmo y las Águilas comandadas por Thorondor. Cultivó una gran amistad con Huor y Húrin de Dor-lómin aunque después de la Nirnaeth Arnoediad le dio la espalda. Fue sucedido a su muerte por su sobrino Gil-Galad, el hijo de Fingon.
Fue el primer propietario de la espada Glamdring, la cual blandió hasta su muerte durante la caída de Gondolin, y que fue descubierta y empuñada muchos años después por Gandalf.